# Hemington (Leicestershire)
Hemington – wieś w Anglii, w Leicestershire, w dystrykcie North West Leicestershire, w civil parish Lockington-Hemington. W 1931 roku civil parish liczyła 298 mieszkańców.